# Mike Strum
Michael S. Strum, detto Mike (15 luglio 1963), è un giocatore di curling statunitense.

## Biografia
Partecipò ai XVI Giochi olimpici invernali edizione disputata a Albertville (Francia) nel 1992, riuscendo ad ottenere la terza posizione nella squadra statunitense con i connazionali Tim Somerville, Bud Somerville, Bill Strum e Bob Nichols.
Nell'edizione la nazionale svizzera si classificò prima, la norvegese seconda. La competizione ebbe lo status di sport dimostrativo